# کریستیان کوش
کریستیان کوش (فرانسوی: Christian Cuch‎; ۲۵ اکتبر ۱۹۴۳ – ۱۷ اوت ۲۰۱۴) دوچرخه‌سوار اهل فرانسه بود.